# 加賀河合站
加賀河合站（日语：／ Kaga-kawai eki */?）是位於石川縣白山市河合町，北陸鐵道金名線的鐵路車站（廢站）。

## 歷史
- 1926年（大正15年）2月1日：金名鐵道白山下至加賀廣瀨（後來名為廣瀨）之間開通，此站啟用。當時車站所在地距離加賀一之宮起點6.0公里。由於當時在該處2個村落之間均有希望設站運動，因此最後在2座村落中間設置車站[1][2]。
- 1941年（昭和16年）：提出通知（提出日期為同年3月29日），車站向加賀一之宮一方遷移約200米。這是由於4年前（1937年）大日川站啟用[1]。
- 1943年（昭和18年）10月13日：金名鐵道合併為北陸鐵道，成為北陸鐵道金名線車站。
- 1984年（昭和59年）12月12日：由於手取川橋樑（日语：金名橋）處於一個危險狀態。當天起加賀一之宮至白山下之間的金名線全線暫停營業，此站也暫停營業。
- 1987年（昭和62年）4月29日：金名線在沒有重開情況下全線廢除，此站也被廢除[2]。

## 相鄰車站
北陸鐵道
金名線
服部－加賀河合－大日川

## 注腳
1. 1 2 3  RM LIBRARY 231 北陸鉄道金名線（寺田裕一，著：Neko出版　2018年11月1日初版）p.34 - 35
2. 1 2  今尾惠介. . 日本: 新潮社. 2008年10月18日: 32. ISBN 9784107900241.

## 相關項目
- 日本鐵路車站列表 Ka